# Desmond Ridder
Pour les articles homonymes, voir Ridder.
(en) Statistiques sur pro-football-reference
Desmond Kelly Ridder, né le 31 août 1999 à Louisville dans le Kentucky, est un sportif professionnel américain de football américain qui évolue au poste de quarterback dans la National Football League (NFL) depuis la saison 2022.
Sélectionné en 74e choix global lors du troisième tour de la draft 2022 de la NFL par la franchise des Falcons d'Atlanta, il y joue pendant deux saisons. Il est ensuite échangé aux Cardinals de l'Arizona en 2024 avant de rejoindre fin octobre 2024 les Raiders de Las Vegas.

## Biographie

### Carrière universitaire
Au niveau universitaire, il a joué pour les Bearcats de l'université de Cincinnati pendant cinq saisons (2017-2021) dans la NCAA Division I FBS et on American Athletic Conference (AAC) où il est désigné meilleur rookie 2018 de l'ACC et meilleur joueur offensif 2020 et 2021 de l'AAC. Il est également sélectionné à deux reprises dans la première équipe de l'ACC (2020 et 2021) et est désigné meilleur joueur du Birmingham Bowl 2020.
Ridder est classé 8e du trophée Heisman 2021.

### Carrière professionnelle

#### Draft
Ridder est sélectionné en 74e choix global lors du troisième tour de la draft 2022 de la NFL par la franchise des Falcons d'Atlanta.
| Taille              | Poids          | Bras           | Main          | Sprint   | Sprint   | Sprint   | Shuttle 20 yards | 3 cones drill | Détente       | Détente             | Développé couché | Test Wonderlic |
| Taille              | Poids          | Bras           | Main          | 40 yards | 10 yards | 20 yards | Shuttle 20 yards | 3 cones drill | verticale     | horizontale         | Développé couché | Test Wonderlic |
| 1,91 m (6 ft 3⅜ in) | 96 kg (211 lb) | 83 cm (32¾ in) | 25 cm (10 in) | 4,52 s   | 1,54 s   | 2,59 s   | 4,29 s           | 7,15 s        | 91 cm (36 in) | 3,23 m (10 ft 7 in) | -                | 19             |

#### Falcons d'Atlanta

##### 2022
Ridder est désigné remplaçant du quarterback titulaire Marcus Mariota pour commencer la saison 2022. Le 8 décembre 2022, Mariota est laissé sur le banc et Ridder est désigné titulaire pour le reste de la saison. Il commence donc sa carrière en tant que titulaire dans la NFL lors de la 15e semaine mais perd 18 à 21 le match disputé contre les Saints de La Nouvelle-Orléans. Il doit se battre tout au long du match, ne réussissant que 13 des 26 passes tentées sans interception pour un gain de 97 yards, n'inscrivant pas de touchdown à la passe et obtenant une faible évaluation QB de 59,3. Contre les Cardinals de l'Arizona en 17e semaine, Ridder réussit 19 des 26 passes tentées pour un gain cumulé de 169 yards et remporte sa première victoire dans la NFL sur le score de 20 à 19. La semaine suivante contre les Buccaneers de Tampa Bay, Ridder réussit 19 passes sur les 30 tentées pour un gain de 224 yards et deux touchdowns pour une nouvelle victoire sur le core de 30 à 17.
Ridder termine son année rookie avec un bilan de 64 yards gagnés à la course, 708 yards gagnés et deux touchdowns inscrits à la passe, sans interception et avec une évaluation du QB de 86,4.

##### 2023
L'entraîneur principal des Falcons, Arthur Smith (en) annonce dès le mois de mars, que Ridder restera titulaire au poste de quarterback pour le début de la saison 2023.
En 8e semaine, Ridder est mis sur le banc au début de la deuxième mi-temps du match contre les Titans du Tennessee et est remplacé par Taylor Heinicke. La semaine suivante pour le match contre les Vikings du Minnesota, l'entraîneur décide que Ridder restera remplaçant mais il le désigne titulaire dès la 12e semaine pour le reste de la saison après les deux matchs perdus par Heinicke.

#### Cardinals de l'Arizona
Les Falcons ayant engagé Kirk Cousins, Ridder est échangé aux Cardinals de l'Arizona le 14 mars 2024 contre le wide receiver Rondale Moore (en).
Le 27 août 2024, Ridder est libéré par les Cardinals, Clayton Tune lui étant préféré comme remplaçant au poste de quarterback avant d'être resigné dans l'équipe d'entraînement,.

#### Raiders de Las Vegas
Le quarterback des Raiders de Las Vegas Aidan O'Connell (en) ayant été placé sur la liste des réservistes blessés,  Ridder est engagé par les Cardinals de l'Arizona  où il intègre leur équipe d'entraînement le 21 octobre 2024. Au cours du match de la 12e semaine contre les Broncos, Ridder doit remplacer le titulaire Gardner Minshew, ce dernier étant blessé à la clavicule .

## Statistiques

### Universitaires
| Année       | Équipe                 | Statut      | MJ |         | Passes   | Passes | Passes | Passes | Passes | Passes | Passes  |       | Courses | Courses | Courses | Courses |     | Sacks  | Sacks |  | Fumbles | Fumbles |
| Année       | Équipe                 | Statut      | MJ | Tentées | Réussies | Pct.   | Yards  | TD     | Int.   | Éval.  | Tentées | Yards | Moy.    | TD      | Nb.     | Yards   | Nb. | Perdus |       |  |         |         |
| 2018        | Bearcats de Cincinnati | Fr.         | 13 | 194     | 311      | 62,4   | 2 445  | 20     | 5      | 146,4  | 149     | 583   | 3,9     | 05      | 0       | 0       | 0   | 0      |       |  |         |         |
| 2019        | Bearcats de Cincinnati | So.         | 13 | 179     | 325      | 55,1   | 2 164  | 18     | 9      | 123,7  | 144     | 650   | 4,5     | 05      | 0       | 0       | 0   | 0      |       |  |         |         |
| 2020        | Bearcats de Cincinnati | So.         | 10 | 186     | 281      | 62,2   | 2 296  | 19     | 6      | 152,9  | 098     | 592   | 6,0     | 12      | 0       | 0       | 0   | 0      |       |  |         |         |
| 2021        | Bearcats de Cincinnati | Sr.         | 14 | 251     | 387      | 64,9   | 3 334  | 30     | 8      | 158,7  | 110     | 355   | 3,2     | 06      | 0       | 0       | 0   | 0      |       |  |         |         |
| Totaux NCAA | Totaux NCAA            | Totaux NCAA | 50 | 810     | 1 304    | 62,1   | 10 239 | 87     | 28     | 145,8  | 501     | 2 180 | 4,4     | 28      | 0       | 0       | 0   | 0      |       |  |         |         |

### Professionnelles
| Année      | Équipe               | MJ |                 | Passes          | Passes          | Passes          | Passes          | Passes          | Passes          | Passes          |                 | Courses         | Courses         | Courses | Courses |     | Sacks  | Sacks |  | Fumbles | Fumbles |
| Année      | Équipe               | MJ | Tentées         | Réussies        | Pct.            | Yards           | TD              | Int.            | Éval.           | Tentées         | Yards           | Moy.            | TD              | Nb.     | Yards   | Nb. | Perdus |       |  |         |         |
| 2022       | Falcons d'Atlanta    | 04 | 115             | 073             | 63,5            | 0 708           | 02              | 0               | 86,4            | 16              | 064             | 4,0             | 0               | 09      | 033     | 03  | 2      |       |  |         |         |
| 2023       | Falcons d'Atlanta    | 15 | 388             | 249             | 64,2            | 2 836           | 12              | 12              | 83,4            | 53              | 193             | 3,5             | 5               | 31      | 197     | 12  | 7      |       |  |         |         |
| 2024       | Raiders de Las Vegas | ?  | Saison en cours | Saison en cours | Saison en cours | Saison en cours | Saison en cours | Saison en cours | Saison en cours | Saison en cours | Saison en cours | Saison en cours | Saison en cours | ?       | ?       | ?   | ?      |       |  |         |         |
| Totaux NFL | Totaux NFL           | 19 | 503             | 322             | 64,05           | 3 544           | 14              | 12              | 84,1            | 69              | 257             | 3,7             | 5               | 40      | 230     | 15  | 9      |       |  |         |         |